# أبنر كيربي
أبنر كيربي هو سياسي أمريكي، ولد في 11 أبريل 1818، وتوفي في 23 سبتمبر 1893. نشط حزبياً في الحزب الديمقراطي. وقد انتخب عمدة ميلواكي، ويسكنسن ‏.